# Forty Group
Die Forty Group („Gruppe Vierzig“) war eine kenianische Gruppierung, die maßgeblich zur Mau Mau-Bewegung beitrug.
Der Name ist eine Übersetzung des Kikuyu-Satzes Kiama kia 40, der etwa „Die jungen Männer aus den 40ern“ bedeutet. Eine weitere Bezeichnung war Anake a 40.
Die Forty Group wurde 1946 von Mwangi Macharia und einigen anderen ehemaligen Kikuyu-Soldaten gegründet, darunter Waruhiu Itote, und bestand auch aus einigen Mitgliedern der Kenianischen Afrikanischen Union (KAU). Viele dieser Mitglieder waren gerade erst aus dem Dienst im Zweiten Weltkrieg entlassen worden.
Die Forty Group entstand aus der Ungeduld der Gründer in Bezug auf die Gangart der vorgeschlagenen Änderungen durch die KAU und durch die Verärgerung darüber, dass in Nairobi auf Demonstranten geschossen wurde. Sie verbündeten sich mit der Absicht, ihrer Stimme durch die Verwendung von Gewalt Nachdruck zu verleihen. Mit der Zeit fingen sie an, eine gewalttätige Opposition gegenüber den weißen Siedlern zu organisieren. Darüber hinaus schlossen sie sich anderen Gruppen an und begannen, Geschäfte zu überfallen und bewaffnete Überfälle durchzuführen. Sie legten sich Eide auf und richteten „Verräter“ hin, die nicht bereit waren, ihren Kampf für die Freiheit zu unterstützen.
Ab 1948 waren auch Frauen beteiligt, als die Arbeiter auf dem Olenguruone agricultural settlement scheme in Streik traten: Die Frauen lehnten es ab, an der Arbeit zur Abtragung von Land – die aber notwendig war, um Terrassen zu erhalten, die der Erosion vorbeugen sollten – teilzunehmen, wenn sie nicht vorher Anspruch auf eigenes Land bekamen. Unterstützt durch die Arbeitgeberverbände war die Antwort der kolonialen Verwalter – Unterdrückung. Die eigens zu diesem Zweck entstehende Organisation nannte sich später Land Freedom Army (LFA), deren gewalttätiger Widerstand gegenüber der Kolonialherrschaft später besser bekannt sein sollte als der Mau-Mau Aufstand selbst.
Somit hatte die Forty Group einen großen Anteil an der Entstehung der Mau-Mau-Bewegung.